# Liseberg
Liseberg je zábavní park ve švédské metropoli Göteborgu, k jehož otevření došlo v roce 1923. Představuje jeden z nejnavštěvovanějších parků ve Skandinávii, s roční návštěvností přibližně tří milionů příchozích. Mezi významné atrakce patří dřevěná horská dráha Balder, v letech 2003 a 2005 zvolená nejlepší dřevěnou kolejovou dráhou na světě. Časopis Forbes areál v roce 2005 zařadil na seznam deseti nejlepších zábavních parků na světě.
Vyjma letních měsíců je areál otevřen také v listopadu a prosinci, s menším počtem atrakcí a s probíhajícími Vánočními trhy.
Oficiálními barvami liseberského parku jsou růžová a zelená, které se staly součástí loga vytvořeného v 80. letech dvacátého století.

## Historie
V lokalitě pozdějšího parku pojmenoval velkostatkář Johan Anders Lamberg roku 1752 pozemky po své ženě Elisabeth Söderbergové a nazval je „Lisino návrší“ (Lisas berg), z něhož se později stal Liseberg. V roce 1908 odkoupilo pozemky a budovy město Göteborg za 225 tisíc švédských korun. Při 300. výročí svého založení uspořádalo roku 1923 výstavu, jejíž součástí byl i odpočinkový park otevřený 8. května, kde se nacházely klouzačky a dřevěná lanovka Kanneworffska, navržená Dánem Waldemarem Lebechem.

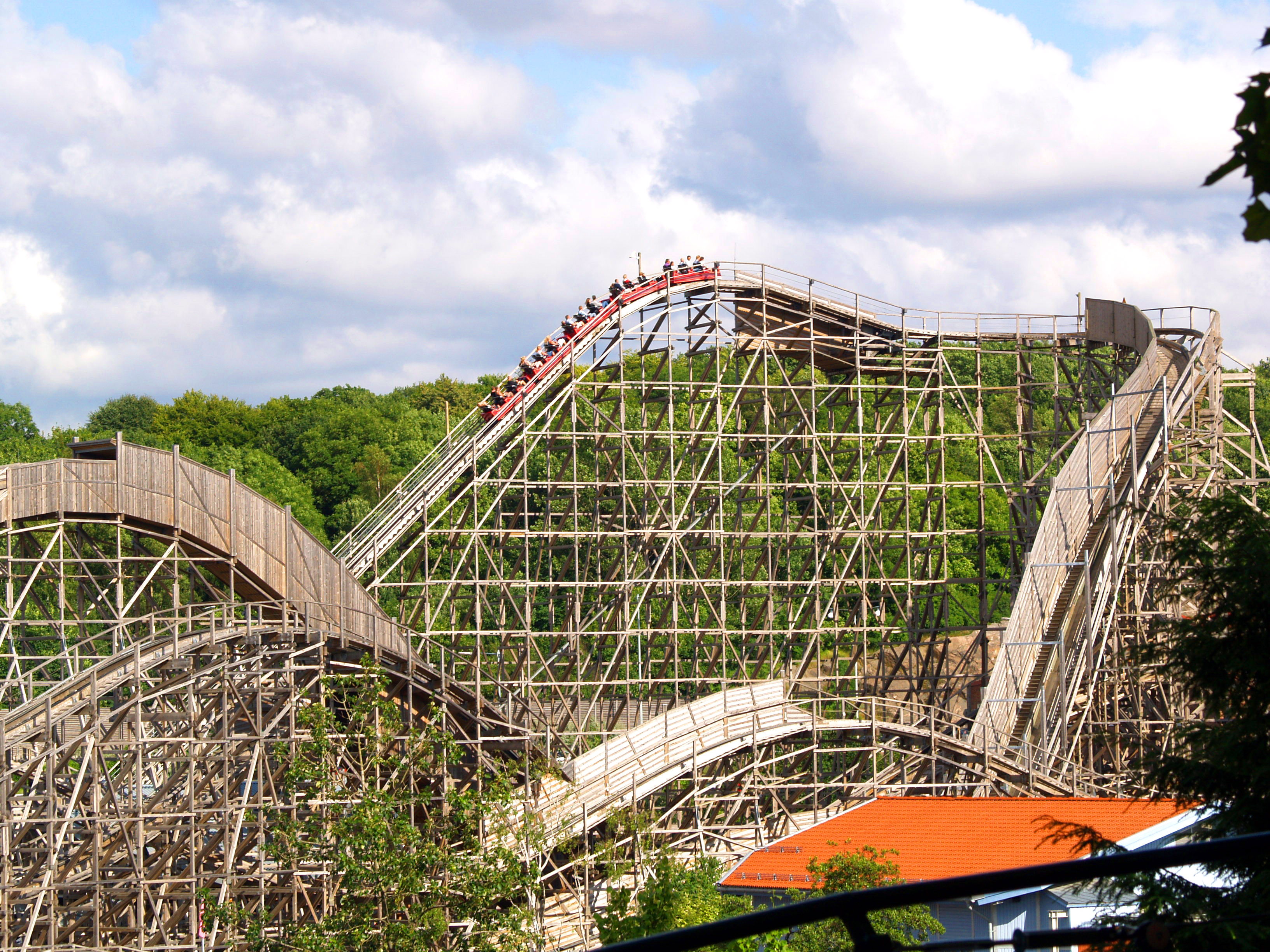
Dřevěná horská dráha Balder

Zábavní park byl původně zamýšlen jako dočasný, ovšem pro návštěvnost přesahující 800 tisíc lidí za měsíc, došlo k jeho ponechání i po oslavách. Výstavba na ploše 1,5 milionu m² dosáhla celkové částky 2,6 milionu švédských korun.
 
Městská rada rozhodla o nákupu Liseberského zábavního parku 24. listopadu 1924 za milion korun. Od roku 1925 jej spravuje městská společnost Liseberg AB. Prvním ředitelem se stal Herman Lindholm, který stál v čele mezi lety 1923–1942. Liseberský bazén o rozměrem 36x15 metrů byl otevřen 13. srpna 1935 a následně uzavřen v roce 1956.
Největší taneční sál Rotundan s kapacitou 1 200 osob, od architekta Axela Jonsona, byl zprovozněn 10. ledna 1940. Náklady činily cca půl milionu korun. Ve druhém podlaží vznikl bar Uggleklubben. Při přestavbě roku 1956 došlo ke změně názvu na Rondo. Od roku 1947 je v areálu také Hotel Liseberg Heden. Během 90. letech dvacátého století prošel park rozšířením a zprovozněním nových atrakcí.

## Atrakce

### Horské dráhy
| Horská dráha  | otevření | stavitel           | popis                                                                     |
| ------------- | -------- | ------------------ | ------------------------------------------------------------------------- |
| Balder        | 2003     | Intamin            | dřevěná s rychlostí až 90 km/h na dráze 1070 m a převýšením 36 m.         |
| Helix         | 2014     | Mack Rides         | ocelová se sedmi inverzemi, rychlost až 100 km/h                          |
| Kanonen       | 2005     | Intamin            | rychlost až 75 km/h do 3 sekund, délka 440 m, převýšení 24 m, dvě inverze |
| Lisebergbanan | 1987     | Anton Schwarzkopf  | ocelová, rychlost 80 km/h, délka 1548 m, převýšení 45 m                   |
| Rabalder      | 2009     | Zierer             | ocelová pro děti, rychlost 39 km/h, délka 222 m, převýšení 9 m            |
| Stampbanan    | 2013     | Preston & Barbieri | pro malé děti                                                             |

### Vodní atrakce

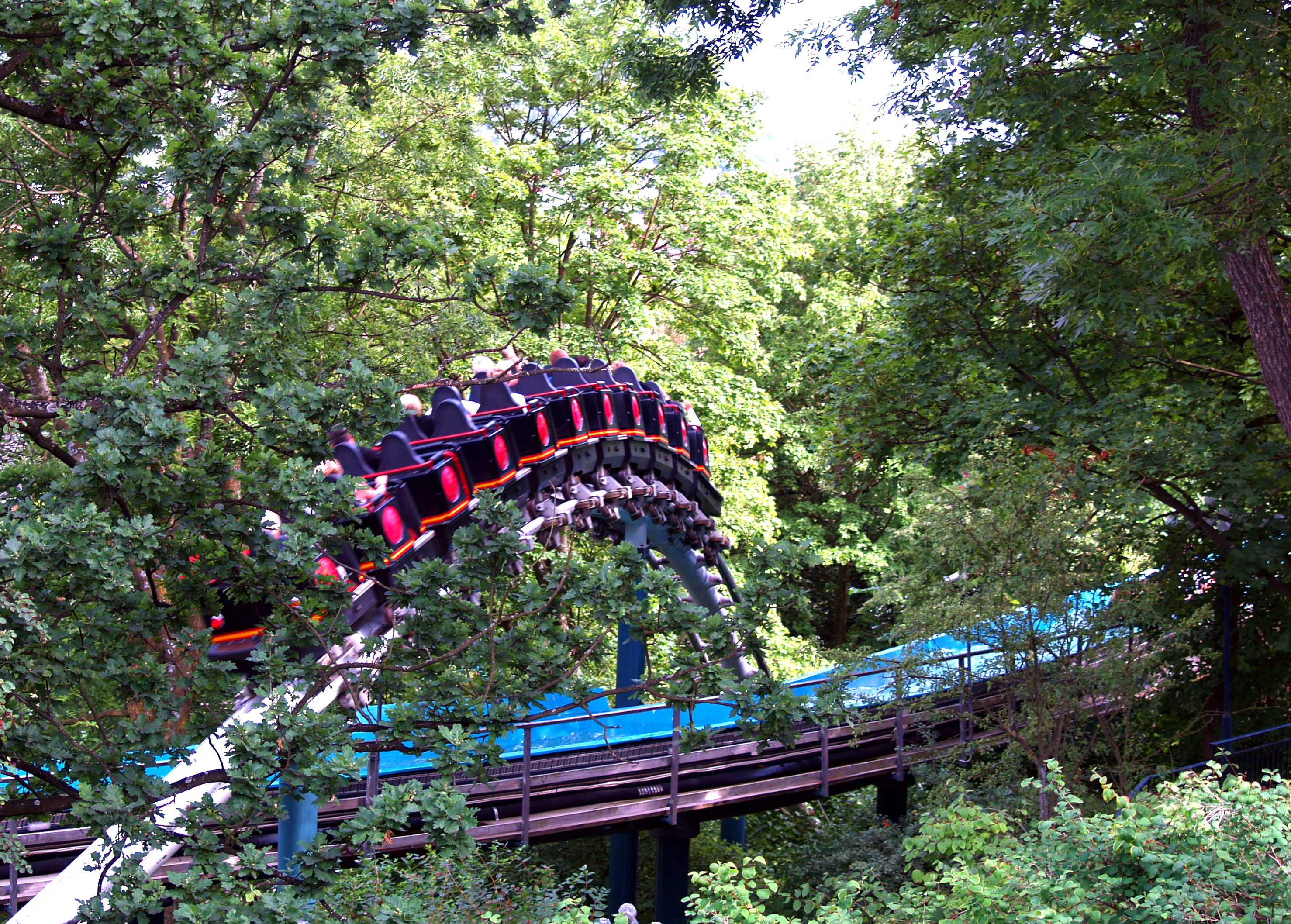
Flumeride

- Flumeride – 630 m dlouhá dráha, výška 14 m (otevření 1973)
- Kållerado – divoká jízda pro 9  pasažérů v člunu na dráze 560 m skrze vodopády (otevření 1997)

### Další atrakce
- AtmosFear – původně vyhlídková věž z roku 1990, přestavěna na 116 m vysokou padací atrakci
- Bumper Cars – kolotoč s auty
- Evert Taube's World – muzeum věnované Evertu Taubemu (otevření 2008)
- Höjdskräcken – padací atrakce, 60m vysoká věž (otevření 2000)
- Liseberg Lustgarden – botanická zahrada
- Liseberg Wheel – 60 m vysoké ruské kolo (otevření 2012)
- Mechanica' – 28 m vysoký kolotoč (otevření 2015)
- Pariserhjulet – ruské kolo (otevření 1967)
- SpinRock – obří houpačka (otevření 2002)
- Uppskjutet – 60 m vysoká vystřelovací rampa (otevření 1996)
- Uppswinget – obří houpačka (otevření 2007)
- Waltzer – kolotoč
- Wave Swinger – řetízkový kolotoč (otevření 1989)

### Vyřazené atrakace
- Aerovarvet (1989–2002)

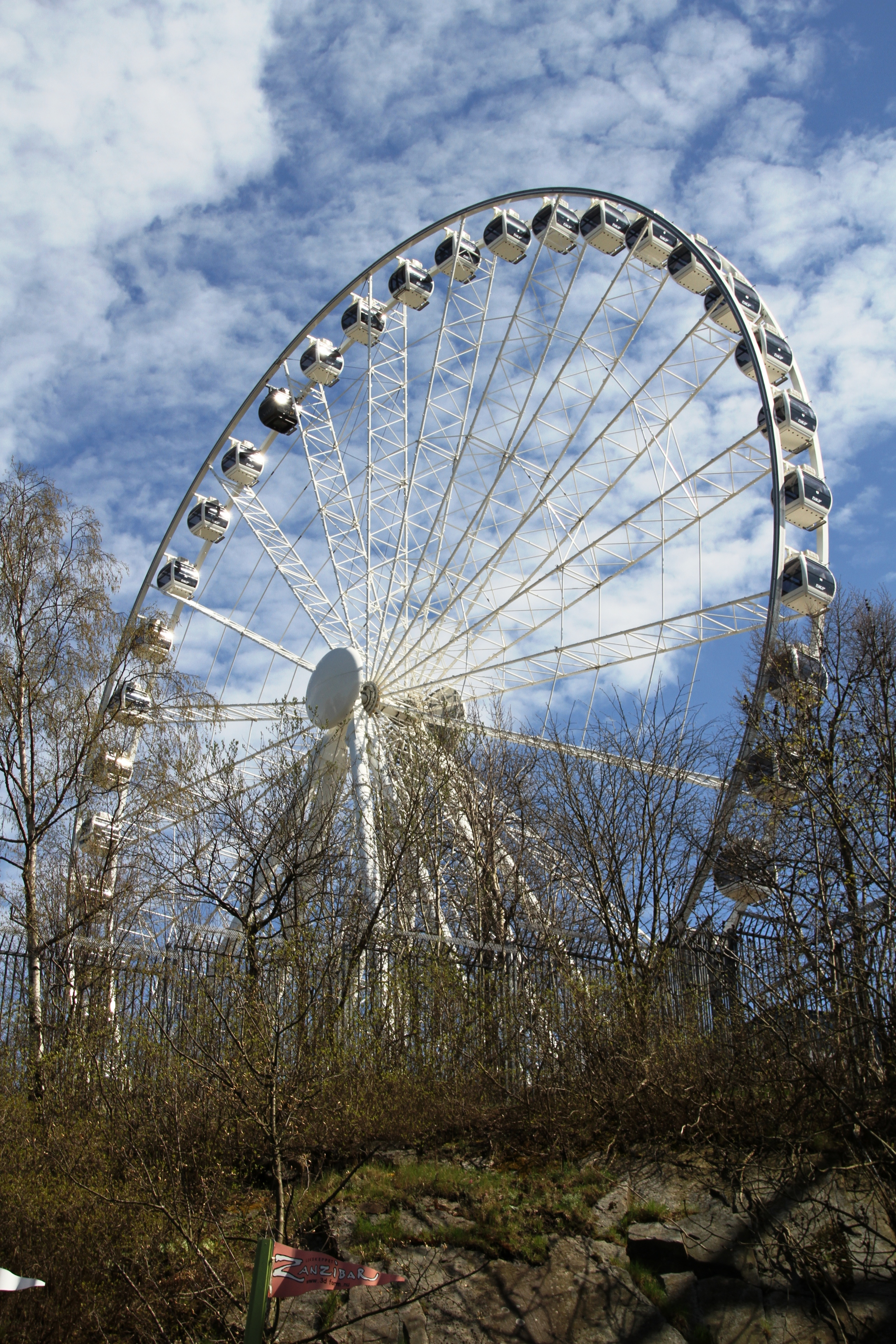
Ruské kolo Lisebergshjulet

- Bergbanan (horská dráha) (1923–1987)
- Break Dance (1987–1993)
- Bumper Cars (1927–1987)
- Bumper Cars (1988–1996)
- Cinema 180 (1979–1987)
- Cirkusexpressen (dětská horská dráha) (1977–2008)
- Crinoline (1996–2005)
- DiscoRound (1986–1988)
- Enterprise (1976–1982)
- HangOver (horská dráha) (1997–2002)
- House Upside-Down (1985–1996)
- Hökfärden (1985–1990)
- Kulingen (2002–2008)
- Lisebergstornet (1990-2010)
- LisebergsLoopen (horská dráha) (1980–1995)
- Ormen Långe (1980–1989)
- Rainbow (1983–2008)
- Snabbtåget (1989–1992)
- Super 8 (horská dráha) (1966–1979)
- TopSpin (1993–2006)
- Tornado (1989–2008)

## Návštěvnost

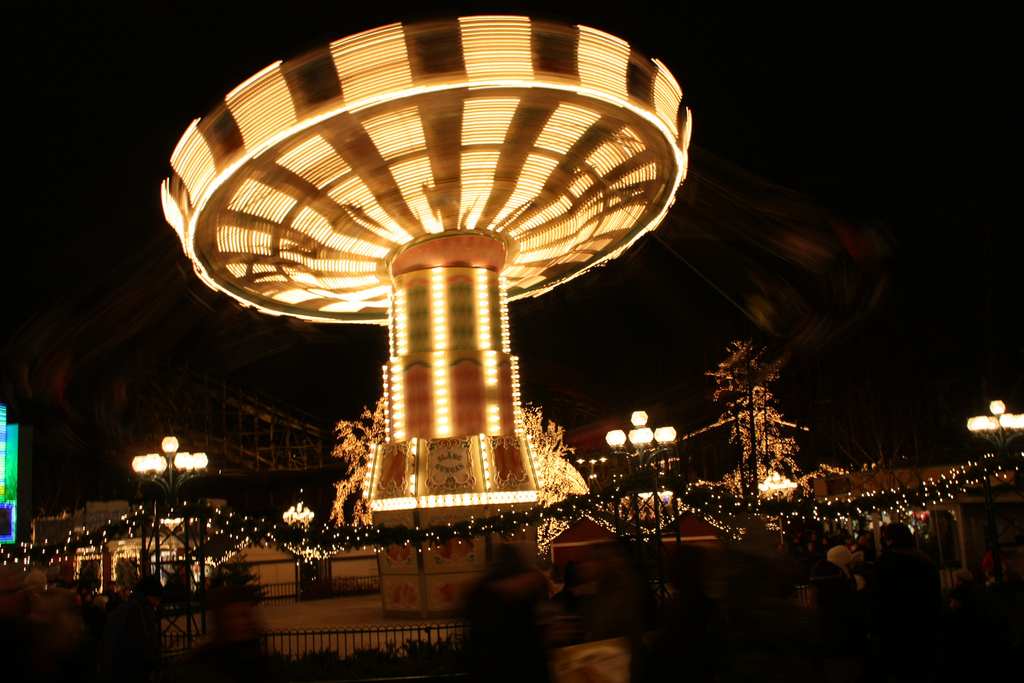
Slänggungan

| Rok  | Návštěvnost | Návštěvnost  | Návštěvnost |
| Rok  | celoroční   | léto         | červenec    |
| ---- | ----------- | ------------ | ----------- |
| 2007 | 3,1 milionu | 2,6 milionu  | 530 000     |
| 2008 | 2,9 milionu | 2,3 milionu  | 546 000     |
| 2009 | 3,1 milionu | 2,4 milionu  | 552 000     |
| 2010 | 2,9 milionu | 2,21 milionu | 495 000     |
| 2011 | 2,9 milionu | 2,30 milionu | 432 000     |
| 2012 | 3,2 milionu | 2,78 milionu | 472 000     |
| 2013 | 2,8 milionu | —            | —           |